# Metallospora catori
Metallospora catori är en fjärilsart som beskrevs av W. Warren 1905. Metallospora catori ingår i släktet Metallospora och familjen mätare. Inga underarter finns listade i Catalogue of Life.